# يزيد بن كبشة
يزيد بن أمرىء القيس بن عمرو المقصور بن حجر آكل المرار الكندي (وفي نقش أبرهة سُمي يزيد بن كبشة 𐩺𐩸𐩵 𐩨𐩬 𐩫𐩨𐩦𐩩) (نحو 460م - 547م): كبير كندة في زمانه، وملكها، وهو من بني الملك حجر آكل المرار. اكتشف علماء الآثار كتابة يستفاد منها أن يزيد، هذا، ثار مع سبأ، على أبرهة، وقاتلوا جيوشه. يعرف يزيد ورهطه ببني كبشة، قال ابن الكلبي: «أمرأ القيس بن عمرو بن حجر، أمه كبشة بنت امرؤ القيس بن عمرو بن معاوية، بها يعرفون».وهو أيضاً والد زينب أم الشاعر الشهير امرؤ القيس بن حجر، وفي ذلك قال ابن الكلبي:«فولد حجر بن الحارث : امرأ القيس الشاعر؛ أمه: زينب بنت يزيد بن أمرىء القيس بن عمرو المقصور»،وفي خاله أبو يزيد شرحبيل بن يزيد ابن كبشة يقول امرؤ القيس بن حجر: «خالي اِبنُ كَبشَةَ قَد عَلِمتَ مَكانَهُ، وَأَبو يَزيدَ وَرَهطُهُ أَعمامي».ومن عقبه: الصحابي "النعمان بن يزيد بن أبو يزيد شرحبيل بن يزيد بن امرئ القيس" وفد على النبي ﷺ.
وفي النص (CIH 541) حديث عن ثورة قام بها يزيد بن كبشة في نهاية عام 546م - بداية عام 547م، على أبرهة، وانضم إلى ابن كبشة أمراء سبأ وقبائل مأرب وفي جملتهم القيل (معد كرب بن سميفع)، وقاتلوا جيوش أبرهة، فلم يتمكن أبرهة أن يفعل شيئًا، وهُزمت جيوشه، وتوسع ابن كبشة في ضم البلدان. عندئذ قرر أبرهة قيادة قوات كبيرة لمعالجة الأزمة، فجهز في شهر ذو القيظ من سنة 657 من التقويم الحميري أي يونيو سنة 547 للميلاد جيشًا لجبًا من الأحباش والحميريين، وجهة نحو أودية "سبأ" و"صرواح" وما حولها. وبينما كان الجيش في طريقه لحرب يزيد بن كبشة إذا به يظهر مع عدد من أتباعه أمام أبرهة يطلب منه العفو والصفح. أما الباقون، فقد تحصنوا في مواضعهم، وأبو الخضوع والاستسلام، واستمر أقيال سبأ يقاتلون أبرهة. بحلول يوليو 547م، اجتاحت الانتفاضة معظم أراضي جنوب الجزيرة العربية تأييداً لسبأ ضد أبرهة. وفي أكتوبر 547م انهار سد مأرب، فانشغل أبرهة عن حربهم بإصلاح السد، وأجبره ذلك على تقديم تنازلات والتصالح مع المتمردين.

## نهاية ابن كبشة
لا يُعرف على وجه اليقين ما إذا كان ابن كبشة قد أُعدم أو عفي عنه. وقد ملك بعد يزيد بن كبشة على كندة، ابن ابنته امرؤ القيس بن حجر، فلما هلك قام مكانه الملك "عمرو بن أبي كرب بن سلمة غلفاء بن الحارث" وهو الذي أدخل كندة إلى حضرموت حين انخرق ملكهم، وأخرجوا من أرض معد. فلما مات قام من بعده "أبو الجبر عمرو بن يزيد بن شرحبيل بن الحارث" وهو المذكور في نقش أبرهة سنة 552م باسم 𐩱𐩨𐩴𐩨𐩧، وكان تابعاً لأبرهة، فثار عليه قومه، فقتلوه.